# Villayandre
Villayandre es una localidad española perteneciente al municipio de Crémenes, en la provincia de León, comunidad autónoma de Castilla y León.
Se encuentra a los pies de Pico Aguasalio (1719 m), a una altitud de 1012 metros.
Destaca su fiesta en honor de san Bartolomé (24 de agosto) por su conocida diana (pasacalles) en la provincia.
Otra fiesta a destacar es San Juliano (7 de enero) en la que todo el pueblo se reúne en el TeleClub a comer chorizo asado que cada integrante pone por su cuenta, antiguamente se ponía el chorizo de la matanza y se celebraba por separado es decir, mujeres en un lugar, hombres en otro y niños por otro.
En los términos destaca el pajar del diablo que está situado en la calzada romana, la vega entrecisa, y por su puesto el ventañeiro que es un hermoso corte en la roca para hacer el dicho camino,desde el que se puede ver parte de la vega que rodea al pueblo y deja entre dicho porque en la antigüedad se llamaba Villa Grande.

## Geografía

### Ubicación
| Noroeste: Corniero           | Norte: Crémenes | Noreste: Argovejo         |
| Oeste: La Velilla de Valdoré |                 | Este: Argovejo            |
| Suroeste Valdoré             | Sur: Verdiago   | Sureste: Ocejo de la Peña |

## Demografía
Evolución de la población
| Gráfica de evolución demográfica de Villayandre entre 2000 y 2017  |
|                                                                    |
| Población de derecho (2000-2017) según el padrón municipal del INE |